# Dipseudopsis spectabilis
Dipseudopsis spectabilis är en nattsländeart som beskrevs av Banks 1931. Dipseudopsis spectabilis ingår i släktet Dipseudopsis och familjen Dipseudopsidae. Inga underarter finns listade i Catalogue of Life.